# Julian Baranowski (wojskowy)
Julian Baranowski (ur. 12 marca 1922 w Czabarówce, zm. 1 października 2002 w Gdyni) – pułkownik Wojska Polskiego, uczestnik walk w II wojnie światowej.

## Życiorys
Urodził się 12 marca 1922 w Czabarówce pow. Kopyczyńce woj. tarnopolskie (ob. Ukraina), syn Mikołaja. Absolwent Oficerskiej Szkoły Piechoty Nr 1 (1945) oraz Uniwersytetu Gdańskiego z 1970. Po szkole skierowany do 16 pułku piechoty na stanowisko dowódcy plutonu. Od 20 marca 1945 do 9 maja 1945 brał udział w walkach o Kołobrzeg oraz w forsowaniu Odry, Kanału Hohenzolernów i Łaby. Za udział w walkach odznaczony m.in. Krzyżem Walecznych. W latach 1965–1976 pełnił obowiązki szefa Miejskiego Sztabu Wojskowego w Gdyni. W 1970 został absolwentem Uniwersytetu Gdańskiego na wydziale humanistyki w zakresie historii.
Przeniesiony do rezerwy 19 maja 1976 na podstawie Rozkazu Szefa Departamentu Kadr MON nr 035 z 21 lutego 1976.

## Awanse
- podporucznik – 9 marca 1945
- porucznik – 10 listopada 1945
- kapitan – 9 grudnia 1948
- major – 20 grudnia 1948
- podpułkownik – 7 grudnia 1950
- pułkownik – 26 września 1962

## Wykształcenie
- 3 czerwca 1944 – 9 marca 1945 – Oficerska Szkoła Piechoty nr 1
- 1 listopada 1953 – 16 września 1954 – kurs doskonalący dowódców wojsk pancernych i zmechanizowanych – Akademia Sztabu Generalnego im. gen. Karola Świerczewskiego w Rembertowie
- 1 września 1968 – 5 listopada 1970 – Uniwersytet Gdański

## Stanowiska
- 10 marca 1945 – 9 maja 1945 – dowódca plutonu – 16 pułk piechoty – 6 Dywizja Piechoty
- 1 listopada 1948 – 31 października 1948 – dowódca kompanii ckm – 16 pułk piechoty – 6 Dywizja Piechoty
- 18 września 1950 – 24 sierpnia 1951 – dowódca – 55 pułk piechoty – 16 Dywizja Zmechanizowana
- 25 sierpnia 1951 – 30 października 1953 – dowódca – 64 pułk zmechanizowany – 20 Dywizja Zmechanizowana
- 17 września 1954 – 5 lipca 1957 – dowódca – 55 pułk zmechanizowany – 16 Dywizja Zmechanizowana
- 6 lipca 1957 – 30 lipca 1957 – dyspozycja – Pomorski Okręg Wojskowy
- 31 lipca 1957 – 23 września 1957 – dowódca – 17 batalion szkolny – 5 Brygada Obrony Wybrzeża
- 24 września 1957 – 23 listopada 1958 – dowódca – 34 pułk piechoty w Słupsku – 8 Dywizja Zmechanizowana
- 24 listopada 1958 – 14 listopada 1963 – dowódca – 34 pułk desantowy w Słupsku – 23 Dywizja Piechoty
- 15 listopada 1963 – 28 stycznia 1965 – dowódca – 34 pułk desantowy w Słupsku – 7 Łużycka Dywizja Desantowa
- 29 stycznia 1965 – 31 lipca 1975 – szef – Miejski Sztab Wojskowy w Gdyni

## Odznaczenia i ordery
- Krzyż Kawalerski Orderu Odrodzenia Polski – 1963
- Krzyż Walecznych – 1945
- Złoty Krzyż Zasługi – 1959
- Medal 30-lecia Polski Ludowej – 1974
- Medal 10-lecia Polski Ludowej – 1955
- Medal za Warszawę 1939–1945 – 1946
- Medal za Odrę, Nysę, Bałtyk – 1949
- Medal Zwycięstwa i Wolności 1945 – 1946
- Złoty Medal „Siły Zbrojne w Służbie Ojczyzny” – 1968
- Srebrny Medal „Siły Zbrojne w Służbie Ojczyzny” – 1954
- Brązowy Medal „Siły Zbrojne w Służbie Ojczyzny” – 1951
- Brązowy Medal „Za Zasługi dla Obronności Kraju” – 1967
- Medal „Za wyzwolenie Warszawy” – 1945 (ZSRR)
- Medal „Za zdobycie Berlina” – 1945 (ZSRR)